# SH Paolo Bonomi
Die Società Hockey Paolo Bonomi ist ein 1963 als HC Tre Elle Vigevano gegründeter und 2002 wiederbelebter italienischer Hockey-Club aus dem Dorf Castello d'Agogna, 15 km südwestlich von Vigevano, in der Lomellina. Der in Schwarz-Grün spielende Verein ist bei den Herren Mitglied in der Serie A1, der ersten italienischen Hockey-Liga.

## Geschichte
Anfang der 1960er-Jahre spielten rund 15 junge Männer, darunter Paolo Bonomi, auf einem brachliegenden Baugelände in Vigevano regelmäßig Feldhockey. Bald schloss man sich dem 25 km nordwestlich gelegenen Hockey-Club in Novara an. 1963 wurde dann der HC Tre Elle Vigevano gründet. Der Aufstieg in die Serie B erfolgte bereits 1969 und zwei Jahre später folgte der Einzug in die Serie A.
Nach dem Aufstieg wurde die Firma Co.Ge.Ca. Namenssponsor des Clubs, der gleich in seiner ersten Saison in der Serie A den italienischen Meistertitel gewinnen konnte. Ein Jahr später sicherte sich Co.Ge.Ca. Vigevano auch den Hallenhockeytitel und den italienischen Pokal. 1973 wurde der selbstständige nationale italienische Hockeyverband gegründet, wobei der erst 27-jährige Vereinspräsident Paolo Bonomi zum stellvertretenden Vorsitzenden gewählt wurde. Doch bereits im Dezember 1974 verstarb Paolo Bonomi. 1976 zog der Club nach Castello d'Agogna, wo die neue Vereinsanlage mit zwei Naturrasenplätzen und einer Hockeyhalle eröffnet wurde.
Im selben Jahr gewann der Club den Pokal zum zweiten Mal. 1977 nannte sich der Verein zu Ehren seines ehemaligen Präsidenten in SH Gea Paolo Bonomi um. 1979 errang der Club ungeschlagen seinen zweiten italienischen Meistertitel. Nach dem Abstieg aus der Serie A in der Saison 1985 wurde der Verein aufgelöst.
Ehemalige Spieler beschlossen 2002 den Verein neu zu gründen. 2005 war der Club dann schon wieder in der drittklassigen Serie B und 2007 gelang der Aufstieg in die Serie A2. Ende 2008 wurde auf dem Vereinsgelände ein Kunstrasenspielfeld fertiggestellt. Nach 24 Jahren schaffte SH Paolo Bonomi 2009 die Rückkehr ins Oberhaus des italienischen Feldhockeys. Seitdem konnte sich der Club in der Serie A halten und 2016 sogar den 2. Platz in der Tabelle erreichen und sich für den Europapokal qualifizieren. Im Nachwuchsbereich verbuchte SH Paolo Bonomi einige nationale Erfolge durch den Gewinn der U21-Meisterschaft 2014, 2015 und dem U20-Hallentitel 2013.
Der Club im Europapokal
| Europapokalbilanz |                    |        |       |             |
| Jahr              | Wettbewerb         | Niveau | Platz | Ort         |
| 1973              | Club Champions Cup | 1      | 11    | Frankfurt   |
| 1980              | Club Champions Cup | Q      | 2     | Vigevano    |
| 2017              | Club Trophy        | 2      | 7     | Elektrostal |

Das Team schied im EuroHockey Club Champions Cup 1973 nach Niederlagen gegen den SC Frankfurt 1880 und Warta Posen bereits in der Vorrunde aus und erreichte Position elf von zwölf teilnehmenden Mannschaften. Beim EuroHockey Club Champions Cup 1980 musste die Mannschaft als italienischer Meister aufgrund des schlechten Abschneidens Italiens bei den vorherigen Wettbewerben in die Qualifikation. Dort konnte sich der Club trotz eines 1:1 gegen den Rock Gunners HC aus Gibraltar und einem 1:0 gegen den jugoslawischen Club Subotica nicht für das Hauptturnier der besten zwölf europäischen Teams qualifizieren. Nach 37 Jahren startet 2017 SH Paolo Bonomi durch die italienische Vizemeisterschaft 2016 wieder bei einem Europapokalwettbewerb und nimmt an der zweitklassigen EuroHockey Club Trophy teil.
Erfolge
- Italienischer Feldhockeymeister der Herren: 1972, 1979
- Italienischer Feldhockey-Pokalsieger der Herren: 1973, 1976
- Italienischer Hallenhockeymeister der Herren: 1973

## Kader
Tor: Padovani Francesco, Carrozzo Angelo, Comello Alessandro
Abwehr: Eguizabal German, Sozzi Stefano, Muscella Stefano, Favalli Luca, Padovani Lorenzo, Polledri Luca, Rubin Filippo
Mittelfeld: Sposato Marco, Castano Santiago, Forani Matteo, Torresani Ivan, Costa Enrico
Sturm: Angius Stefano, Ursone Oro Gonzalo Sebastian, Sozzi Gabriele, Cavallini Fabio, Manink Mostafa, Di Biase Edoardo